# شیخ زوید
شیخ زوید نام شهر و شهرستانی در استان سینای شمالی مصر است.